# Trilliárd
A trilliárd a billió milliárdszorosát jelenti: 1021.
Kiírva 1 000 000 000 000 000 000 000 (egytrilliárd). A trilliárdot jelentő SI-prefixum: zetta.

## Fizikában
Az Avogadro-szám értéke közelítőleg 602 trilliárd.

## Lásd még
- Tíz hatványai
- Rövid és hosszú skála